# リンデマンの定理
リンデマンの定理（リンデマンのていり、Lindemann's theorem）は、1882年にフェルディナント・フォン・リンデマンが証明した、超越数論における定理の一つである。この定理は、円周率やネイピア数などの数が超越数であることを内包する。1885年のカール・ワイエルシュトラスによる寄与を踏まえ、リンデマン=ワイエルシュトラスの定理 (Lindemann–Weierstrass theorem) とも呼ばれる。 

## 定理の主張
α1, …, αn が相異なる代数的数であるとき、eα1, …, eαn は Q 上一次独立である（e はネイピア数）。すなわち、
{\displaystyle c_{1}e^{\alpha _{1}}+\cdots +c_{n}e^{\alpha _{n}}=0}
を満たす代数的数の組 (c1, …, cn) は (0, …, 0) のみである。
同値な命題として、次のように定式化されることもある。α1, …, αn が Q 上一次独立な代数的数であるとき、eα1, …, eαn は Q 上代数的独立である。

### 系
定理において、n = 2, α1 = 0, α2 = α ≠ 0 とすると、1 と eα は Q 上一次独立である。すなわち、0 でない代数的数 α に対して eα は超越数である。

## 特別な数の超越性
この定理より、いくつかの特別な数が超越数であることが直ちに従う。まず、系において α = 1 とすると、ネイピア数 e は超越数であることが分かる。
円周率 π が超越数であることは、次のようにして従う。π が代数的数であると仮定すると、iπ も代数的数であるから、系より eiπ は超越数である。しかし、オイラーの公式より eiπ = −1 であるから、これは矛盾である。したがって、π は超越数である。
0 でも 1 でもない代数的数 β に対して、log β は超越数である。これを見るために、log β が代数的数と仮定すると β = elog β は系により超越数でなければならず、不合理。
0 でない代数的数 θ に対して、sin θ は超越数である。もしそうでなければ、γ := 2i sin θ は代数的数であり、オイラーの公式より 2i sin θ = eiθ − e−iθ であるから、γ − eiθ + e−iθ = 0 となる。これは、定理において n = 3, α1 = 0, α2 = iθ, α3 = −iθ として得られる結果に矛盾する。よって、sin θ は超越数である。同様にして、{\displaystyle \cos \theta ={\frac {e^{i\theta }+e^{-i\theta }}{2}}} も超越数であることが分かる。

## 歴史
1873年、シャルル・エルミートは e が超越数であることを示した。このことを言い換えるならば、α1, …, αn が相異なる自然数であるとき、eα1, …, eαn は Q 上一次独立である。リンデマンの定理は、この結果の「自然数」を「代数的数」に、「Q 上」を「Q 上」に 拡張したものである。リンデマンは、1882年にこの定理を証明し、同時に円周率が超越数であること、円の正方形化が不可能であることを歴史上初めて解析的に証明した。1885年、カール・ワイエルシュトラスは、リンデマンの定理の証明を簡単にしたものを公表した。その後、ヒルベルトらがさらに証明を簡単にした。リンデマンの定理の p-進類似や、一般化であってゲルフォント＝シュナイダーの定理も含むシャヌエルの予想は、2009年現在未解決問題である。